# Lijst van afleveringen van iCarly (seizoen 5)
Het vijfde televisieseizoen van iCarly werd uitgezonden op Nickelodeon. Het seizoen startte op 13 augustus 2011 en eindigde op 21 januari 2012. Carly Shay (Miranda Cosgrove), Sam Puckett (Jennette McCurdy) en Freddie Benson (Nathan Kress) hebben nog steeds hun eigen webshow, iCarly, dat steeds bekender wordt. Jerry Trainor speelt de grote broer van Carly, Spencer Shay. Ook Gibby Gibson (Noah Munck) is onderdeel van de vaste cast.
De serie werd vernieuwd voor een vierde seizoen van 24 afleveringen. Uiteindelijk zijn dit twee seizoenen van het vierde seizoen 13 afleveringen en van het vijfde seizoen 11 afleveringen geworden.
De productie van dit seizoen begon op 2 mei 2011. Het uitzendschema van het seizoen is begonnen op 13 augustus 2011 en geëindigd op 21 januari 2012.

## Seizoenssamenvatting
Het seizoen begint met een vervolg op "iOMG", waarin Sam Freddie kust. Ze verdwijnt voor drie dagen, maar dankzij Carly, die het wachtwoord van Sam's mobiele telefoon weet, en Freddie, die met bepaalde telefoonsoftware kan bepalen waar ze zich bevindt, komen ze erachter dat ze zichzelf heeft ingeschreven in een psychiatrische inrichting. Freddie bezoekt haar en komt erachter dat ze haar gevoelens tussen liefde en haat voor hem niet aankan. Freddie kust haar vervolgens, tijdens een live-uitzending van iCarly.

## Afleveringen
- Dit seizoen bestaat uit 11 afleveringen.
- Dit seizoen (aflevering 84-94) is opgenomen van 2 mei 2011 tot 22 juli 2011.
- Dit seizoen is in Nederland van 14 februari 2012 tot 2 januari 2013 uitgezonden.
- Alle afleveringen van dit seizoen zijn in Nederland uitgezonden.

| # | Nr. | Titel                                                         | Regie         | Script                            | Datum             | Productiecode |
| --- | --- | ------------------------------------------------------------- | ------------- | --------------------------------- | ----------------- | ------------- |
| 84 | 1   | Gek van Liefde (iLost My Mind)                                | Steve Hoefer  | Dan Schneider & Matt Fleckenstein | 13 augustus 2011  | 402           |
| De aflevering begint waar iOMG eindigde. Drie dagen na de gebeurtenissen van "iOMG" probeert Carly uit te vinden waar Sam is. Ze heeft Sam niet meer gezien sinds de kus tussen haar en Freddie. Freddie spoort de Pear Phone van Sam op en ze komen erachter dat Sam in een psychiatrisch ziekenhuis is. Daar laat Sam zien dat ze zelf heeft ingecheckt in het psychiatrisch ziekenhuis en niet in staat is om om te gaan met haar gevoelens ten opzichte van Freddie. Na een gesprek met Freddie, is ze klaar om te vertrekken, maar dat mag niet, omdat een ouder haar moet afmelden. Sam's moeder is weg vanwege een operatie. Carly en Freddie besluiten om Spencer te laten verkleden als de moeder van Sam, maar zijn cover is snel verdwenen. Sam mag nog niet weg en ze moeten 'iCarly' nog uitzenden, dus ze doen de show live vanuit het psychiatrisch ziekenhuis, waar Carly aan de fans vraagt of Sam wel of niet gek is omdat ze heeft gezoend met Freddie. Freddie zegt dan hoe hij zich voelt en zoent Sam. Gastrollen: Jim Parsons als Caleb, een psychiatrisch patiënt Extra: Dit verhaal is het vervolg van iOMG. |     |                                                               |               |                                   |                   |               |
| 85 | 2   | Ruzie Relatie (iDate Sam & Freddie)                           | Steve Hoefer  | Dan Schneider & Jake Farrow       | 10 september 2011 | 401           |
| Na de gebeurtenissen van "iLost My Mind", Sam en Freddie beginnen een erg onstabiele relatie, maar problemen ontstaan rondom Carly als ze elke ruzie tussen hun moet oplossen (zelfs één om 3 uur 's nachts). Ondertussen vindt Gibby een puppy en wil hij hem delen met Carly, om hierdoor een betere band te krijgen. Aan het eind van de aflevering zijn Sam en Freddie op een date, maar ze nemen Carly mee om hun ruzie's op te lossen als ze een ruzie krijgen. Nadat Sam en Freddie weer in een discussie komen, stapt Carly in en zegt: "Als jullie geen dag zonder te discussiëren kunnen dan moeten jullie helemaal niet uitgaan." Spencer besteed zijn tijd door rond te hangen met zijn nieuwe grasveld gemaakt van Kentucky Chub Grass in het appartement. Gastrollen: BooG!e als T-Bo Extra: Dit verhaal is het vervolg van iLost My Mind en tevens de definitieve start van seizoen 5. |     |                                                               |               |                                   |                   |               |
| 86 | 3   | Genoeg is genoeg (iCan't Take It)                             | Adam Weissman | Dan Schneider & Arthur Gradstein  | 17 september 2011 | 403           |
| Gibby probeert Sam en Freddie uit elkaar te halen, sinds Sam hem nu gebruikt als slachtoffer voor haar gewelddadige neigingen. Hij probeert Carly mee te krijgen in zijn plan, die niet zeker weet welke kant zij moet kiezen (zelfs nadat Sam en Freddie niet komen opdagen bij iCarly, waardoor zij en Gibby zelf de show moeten doen). Ook mevr. Benson helpt mee met Gibby's plan, doordat Gibby haar vertelt dat Freddie met Sam uitgaat. Ondertussen, Freddie's applicatie voor "N.E.R.D Camp" is afgewezen, wat komt, zonder dat hij weet, omdat Sam de applicatie verandert heeft. Als Freddie daarachter komt, denkt hij erover na om Sam te dumpen. Carly, die eindelijk voor haar vrienden kiest, rent naar boven en praat over het argument met haar vrienden en de twee blijven bij elkaar terwijl Gibby een liefdesliedje zingt. Gastrollen: Mary Scheer als mevr. Benson Extra: Dit verhaal is het vervolg van iDate Sam & Freddie. |     |                                                               |               |                                   |                   |               |
| 87 | 4   | Ik Hou van Je (iLove You)                                     | Steve Hoefer  | Dan Schneider & Jake Farrow       | 24 september 2011 | 404           |
| Carly overtuigt Sam en Freddie om elkaar's hobby's uit te proberen. Freddie neemt Sam mee naar zijn trein ingenieur club wat Sam wat minder vindt. Anderzijds, Sam neemt Freddie mee naar de gevangenis met haar om haar oom Carmine en neef Chaz te bezoeken. Ondertussen, Spencer's oude babysitter arriveert en behandelt hem als een 4-jarige. Vanwege dit praat Carly tegen de twee dat als ze elkaar echt leuk vinden, zich dan ook zo zouden moeten gedragen. Sam en Freddie horen dit en nemen Carly's advies. In de lift geven ze toe dat ze van elkaar houden maar besluiten uit elkaar te gaan (en besluiten nog een keer uit elkaar te gaan om 12 uur omdat het nog maar half 11 was). Extra: Dit verhaal is het vervolg van iCan't Take It. |     |                                                               |               |                                   |                   |               |
| 88 | 5   | Knappe Kop (iQ)                                               | David Kendall | Dan Schneider & Matt Fleckenstein | 1 oktober 2011    | 405           |
| Carly heeft een date met haar vriend. Zij bestudeert kennis voor haar date en zij schrijft alle kennis onder haar bord en op haar arm. Sam heeft een grote vork, Spencer probeert een kluis te openen en T-Bo moet een andere slaapplek vinden, omdat zijn kantoor geen slaapplek is. Gastrollen: BooG!e als T-Bo, Mary Scheer als mevr. Benson en Kevin Railsback als Kyle |     |                                                               |               |                                   |                   |               |
| 89 | 6   | Een avond met Christopher Cane (iBloop 2: Electric Bloopaloo) | Clayton Boen  | Dan Schneider & Matt Fleckenstein | 28 december 2011  | 411           |
| In deze aflevering worden de bloopers getoond van iCarly van seizoen 4 en 5. Sam, Freddie, Spencer, Gibby en Carly zijn te gast in een talkshow die wordt gepresenteerd door Christopher Cane als Rex van Victorious (stem: Jake Farrow). Die toont een groot respect voor Gibby maar laat zich laatdunkend uit over de vier anderen. Gastrollen: BooG!e als T-Bo & Christopher Cane als zichzelf (Rex) |     |                                                               |               |                                   |                   |               |
| 90-91 | 7-8 | Nog steeds Gestoord (iStill Psycho)                           | David Kendall | Dan Schneider & Jake Farrow       | 31 december 2011  | 407-408       |
| Nora wordt vrijgelaten uit de gevangenis en er wordt bij haar thuis een feestje gegeven. Echter, niemand komt bij haar feestje, maar Carly, Sam, Freddie en Gibby gaan naar het feestje toe. Wanneer Spencer hen komt ophalen, gaat Spencer samen met Nora's moeder naar de kelder toe en daar wordt hij vastgebonden aan een draaiwiel. Carly, Sam, Freddie en Gibby worden opnieuw gegijzeld door Nora en haar ouders. Ze moeten voor altijd bij haar feestje blijven. Ondertussen gaat Gibby door de schoorsteen ontsnappen om hulp te halen, maar aan het uiteinde komt hij vast te zitten. Freddie vindt een manier om met zijn moeder contact op te nemen, namelijk door de chip die in zijn hoofd zit. Bij Freddie's huis wordt T-Bo door mevr. Benson uit haar huis gestuurd. Echter mag hij gewoon blijven als hij naar Nora's huis gaat. Ze gaan naar Nora's huis en maken de deur kapot door er met de motor er dwars doorheen te rijden. Daarna gaat iedereen met elkaar vechten om de ouders van Nora en Nora zelf uit te schakelen en dat lukt. Nora en haar ouders komen allen in de gevangenis terecht. Echter, er is nog één ding dat ze zijn vergeten: Gibby. Hij zit een paar dagen vast in de schoorsteen. Gastrollen: Danielle Morrow als Nora, BooG!e als T-Bo en Mary Scheer als mevr. Benson Extra: Dit is het vervolg van iPsycho. |     |                                                               |               |                                   |                   |               |
| 92 | 9   | 3D Drama (iBalls)                                             | Russ Reinsel  | Dan Schneider & Ben Huebscher     | 7 januari 2012    | 410           |
| Carly gaat in het weekend naar haar opa in Yakima. Sam en Freddie moeten iCarly presenteren. Freddie heeft een idee om iCarly in 3D te doen, maar na de uitzending hebben de kijkers gezichtsproblemen. Spencer heeft intussen een persoonlijke assistent in dienst genomen, maar de assistent wil weg bij hem als Spencer de helft van zijn kamer wil verhuren om hem te kunnen betalen. Gastrollen: BooG!e als T-Bo en Mary Scheer als mevr. Benson |     |                                                               |               |                                   |                   |               |
| 93 | 10  | Belangrijk Bezoek (iMeet the First Lady)                      | Adam Weissman | Dan Schneider & Arthur Gradstein  | 16 januari 2012   | 406           |
| De vader van Carly en Spencer is jarig, maar wanneer hun vader belt dat hij niet kan thuiskomen gaan Sam en Freddie hen verrassen met een videogesprek via internet. Wanneer ze de volgende dag thuiskomen van school, staan er 3 agenten op hen te wachten. Die zeggen dat het verboden is om videogesprek met de vader van Carly en Spencer aan te gaan, in verband met de regels die er daarvoor zijn. De 'first lady' (Michelle Obama) komt naar Carly, Sam, Freddie en Spencer toe om te zeggen dat ze het heel goed vond dat ze een gesprek met de vader van Carly (en Spencer) zijn aangegaan. En daarom mag de 'first lady' samen met Carly, Sam en Freddie een iCarly uitzending meebeleven! Gastrollen: Michelle Obama als zichzelf, Taran Killam als een geheime agent, BooG!e als T-Bo en Dan Schneider als zichzelf |     |                                                               |               |                                   |                   |               |
| 94 | 11  | Tenen & Fat Cakes (iToe Fat Cakes)                            | Russ Reinsel  | Dan Schneider & Matt Fleckenstein | 21 januari 2012   | 409           |
| Sam, Freddie, Spencer en Gibby gaan naar de Fat Cake-fabriek in Canada, maar Sam steelt tijdens de toer honderd Fat Cakes. De douane en de oprichter van de Fat Cakes vinden Sam en daardoor raakt ze in diepe problemen. Ondertussen zit Carly met haar teen vast in het kraantje van de badkuip. Zij moet ook een date hebben met een jongen naast de badkuip. Sam kreeg geen problemen, maar ze heeft geen paspoort bij zich. Sam gaat later zich verstoppen in de koffer van Gibby. Even later gaan Freddie, Spencer en Gibby naar een jongen toe voor een handtekening. Er was nog een passagier met dezelfde koffer, en zo worden de koffers verwisseld. Dus Sam zit in een Maleisisch vliegtuig dat landt in Hongkong op de Luchthaven Kai Tak. Gastrollen: Mary Scheer als mevr. Benson Extra: Als Carly in bad tv zit te kijken, komt ze een programma tegen van zichzelf in Drake & Josh, een ander programma van Dan Schneider. |     |                                                               |               |                                   |                   |               |